# روبين نيفين
روبين نيفين (بالإنجليزية: Robyn Nevin)‏ هي ممثلة أسترالية، ولدت في 25 سبتمبر 1942 في أستراليا.

## وصلات خارجية
- روبين نيفين على موقع IMDb (الإنجليزية)
- روبين نيفين على موقع قاعدة بيانات الفيلم (الإنجليزية)